# Кугель, Самуил Аронович
Самуи́л Аро́нович Ку́гель (1924—2015) — советский социолог, специалист в области науковедения и социологии науки.

## Биография
Родился 24 октября 1924 года в Минске (ныне Беларусь). В РККА с сентября 1942 года. Службу в армии завершил майором. Член ВКП(б) с 1943 года. Окончил Ленинградское краснознаменное военно-политическое училище (1943). Участник Великой Отечественной войны.
Окончил исторический факультет ВВПИ (1946—1951).
Окончил аспирантуру по кафедре философии ЛГПИ имени А. И. Герцена (1951—1954).
В 1961—1969 годах преподавал общественные науки в ЛИЛТП и в течение года в Псковском педагогическом институте. Кандидат наук (1963). Доктор философских наук (1974), профессор.
С 1969 года работал в АН СССР.
В 1975—1977 годах работал в Институте социально-экономических проблем (ИСЭП).
После работал в ЛФЭИ.
С 1989 года главный научный сотрудник Санкт-Петербургского филиала Института истории естествознания и техники имени С. И. Вавилова РАН.
Поддержал открытое письмо министру науки и образования РФ «Альтернатива светскому научному образованию — невежество!» (2007)   (недоступная ссылка с 19-05-2013 [4441 день] — история).
Умер 13 сентября 2015 года в Санкт-Петербурге. Был похоронен с воинскими почестями на Северном кладбище.

## Награды и премии
- премия имени С. Ф. Ольденбурга в области гуманитарных и общественных наук.
- орден Красной Звезды (4.4.1944)[4]
- орден Отечественной войны II степени (6.4.1985)
- медали
- заслуженный деятель науки РФ.